# Das Frühstück im Grünen (Monet)
Das Frühstück im Grünen (französisch Le Déjeuner sur l’herbe) ist ein Gemälde des französischen Malers Claude Monet, das dieser im Jahr 1865 als Antwort auf ein gleichnamiges Bild seines Malerkollegen Édouard Manet in Angriff nahm. Das Bild mit den Ausmaßen 4,6 auf 6 Meter blieb unvollendet. Es sind zwei zerschnittene Bildteile des Gemäldes erhalten, die sich im Musée d’Orsay befinden.

## Beschreibung
Das Bild zeigte in seiner ursprünglichen Form zwölf Personen, die in der damals aktuellen Pariser Mode gekleidet sind, bei einem Picknick auf einer sonnigen Waldlichtung in einem Birkenwald. Die dargestellten Figuren gruppieren sich um die weiße Picknickdecke, auf der die Speisen präsentiert werden. Die Stimmung in diesem Naturraum wird vor allem durch das Spiel von Licht und Schatten erzeugt.

## Geschichte

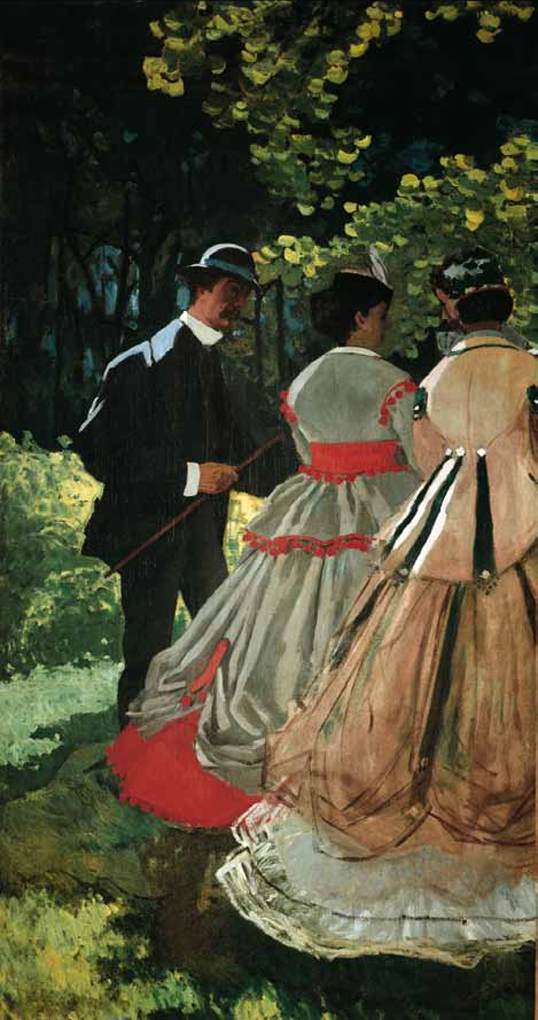
Claude Monet: Das Frühstück im Grünen (Linkes Fragment), 418 × 150 cm, Musée d’Orsay, Paris

Im Pariser Salon des Jahres 1865 durfte Monet zwei Marine-Gemälde zeigen, die auf positive Resonanz stießen, was Claude Monet dazu veranlasste, für die Salon-Ausstellung des Jahres 1866 ein monumentales Frühstück im Grünen zu planen, das er jedoch nicht fertigstellen konnte. Bei den Arbeiten an diesem Werk saß ihm Camille Doncieux Modell, mit der Monet eine Beziehung einging.
Für die Figuren des Bildes saßen und standen Monets Geliebte Camille und sein Freund Frédéric Bazille im Wald von Fontainebleau Modell, was er in einer Vorstudie festhielt. Diese übertrug er im Atelier in Paris etwa ab Oktober 1865 in das Großformat, musste aber kurz vor Beginn des Salons erkennen, dass er das Bild nicht rechtzeitig fertigstellen können würde. Diesem Bild maß Monet selbst eine Schlüsselstellung in seinem Werk bei und wies ihm in seinem Atelier einen besonderen Platz zu, an dem es von seinen Besuchern ausgiebig bewundert werden konnte.
Da das monumentale Format ein Arbeiten im Freien unmöglich machte, entstand das Bild im Atelier. Das Gemälde blieb, nicht zuletzt wegen der Kritik durch Gustave Courbet, unvollendet. Monet verzichtete auch darauf, es im Salon einzureichen. Das Frühstück im Grünen musste er später für seine Mietschulden seinem Hauswirt als Pfand überlassen. Da dieser das Bild jedoch sechs Jahre lang zusammengerollt in seinem feuchten Keller lagerte, schimmelte es an den Rändern. Als Monet 1884 das Bild wieder auslöste, wies es große Schäden auf und musste an den Rändern beschnitten werden. Nur zwei Partien konnten wiederhergestellt werden.
Es gibt insgesamt drei Vorstudien. Diese befinden sich im Musée Marmottan Monet in Paris, in der National Gallery of Art in Washington und im Puschkin-Museum Moskau.

## Vorbild
Das Bild plante Monet in Anlehnung an Manets Gemälde Das Frühstück im Grünen aus dem Jahr 1863, das mit der ohne mythologischen Zusammenhang dargestellten Nacktheit einen Skandal hervorrief. Monet bewunderte die Werke Manets, zu dem er seit 1866 einen engeren Kontakt hatte. Monet wollte jedoch sein Gemälde eher dem Massengeschmack entsprechend gestalten.
Im Gegensatz zu Manets Bild sollte Monets Frühstück im Grünen nicht allein im Atelier, sondern an der freien Luft (en plein air) entstehen. Ein weiterer Unterschied war der Verzicht auf eine Provokation in der Darstellung des Bildes, um sich dem Geschmack des kunstinteressierten Publikums anzupassen, da Monet die Anerkennung im Salon suchte, die er bisher noch nicht gefunden hatte. Die Figuren sollten lebensgroß sein und noch naturgetreuer wirken als in den Werken von Manet und Gustave Courbet.